# Tomàs Cerdà
Tomàs Cerdà (Tarragona, 1715 - Forlí, 1791) fue un matemático, astrónomo y filósofo español. 

## Biografía
A los 17 años ingresó en la Compañía de Jesús y fue ordenado sacerdote en 1749. Estudió matemáticas en Marsella. Fue profesor de filosofía en Zaragoza y en la Universidad de Cervera. Fue profesor de teología en Gerona y profesor de matemáticas en el colegio Cordelles de Barcelona y en el Colegio Imperial de Madrid. Trabajó como cosmógrafo mayor para el Consejo de Indias. Fue también profesor de matemáticas de la Corte, a la que se trasladó en 1765 para enseñar Matemáticas a las infantas.
En 1767, al ser expulsados los jesuitas de España, se exilió a Italia donde residió hasta su muerte.
El pensamiento matemático, físico y astronómico de Cerdà estuvo a la avanzadilla de su tiempo, pero quedó lastimosamente inédito, sin publicar. Estuvo entre los introductores del cálculo infinitesimal (cálculo diferencial e integral), y aunque contemporizó con los dogmas de la iglesia de su tiempo, dejó bien claro en sus obras que era copernicano y que los demás sistemas no le convencían. De hecho, su Tratado de astronomía es en principio una traducción de la parte de Astronomía de la obra de Benjamin Martin Philosophia Britannica or a new system of the Newtonian Philosophy, Astronomy and Geography (1747), con adiciones y cambios de Cerdá.

## Obras destacadas
- Jesuiticae Philosophiae Theses, Cervera, 1753 (ms.)
- Liciones de Mathemática o Elementos Generales de Arithmetica y Algebra, para uso de la clase, Barcelona, 1758-1760 (ms.)
- Lecciones de Mathemática o Elementos generales de Geometría, para el uso de la clase, Barcelona, 1760 (ms.)
- Lecciones de Artillería, para uso de la clase, Barcelona, 1764 (ms.)
- Tratado de Astronomía, Barcelona, 1799 (ms.) (Real Academia de la Historia).